# Jaroslava Pokorná
Jaroslava Pokorná (* 2. srpna 1946 Praha) je česká divadelní a filmová herečka, sestra herce a režiséra Ivana Pokorného, první manželka Ladislava Potměšila, nositelka Ceny Alfréda Radoka a držitelka Českého lva z roku 2013.

## Životopis
Narodila se v rodině teatrologa, překladatele a dramatika Jaroslava Pokorného a překladatelky Marie Pokorné. Studovala na Střední všeobecně vzdělávací škole v Hellichově ulici a pracovala v dramatickém kroužku. Pražskou Divadelní akademii múzických umění vystudovala hned dvakrát, jednou v letech 1963–1968 v oboru herectví, podruhé absolvovala v roce 1999 v oboru autorské divadlo a pedagogika u prof. Ivana Vyskočila.
Již během studia DAMU hostovala ve smíchovském Realistickém divadle, kde pak byla v letech 1968–1991 v angažmá, což je pozdější Divadlo Labyrint (nyní zde sídlí Švandovo divadlo). V Labyrintu působila v letech 1991–1998. Po ukončení tohoto angažmá hostovala v Divadle v Řeznické a v divadlech v Kladně a Příbrami, v září 1998 se stala členkou hereckého souboru Divadla v Dlouhé.
Natáčí role ve filmech, v televizi, v rozhlasových hrách a je také autorkou knihy Maminka není doma.

## Divadelní role, výběr
- 1980 Jan Nepomuk Nestroy: Namlouvání a ženění, Oldřiška Holmová, Realistické divadlo, režie I. Glanc
- 1982 J. Kopecký: Komedyje o dvouch kupcích a Židoj Šilokoj, Porcie, Realistické divadlo, režie Karel Palouš
- 1983 Carlo Goldoni: Sluha dvou pánů, Smeraldina, Realistické divadlo, režie Luboš Pistorius
- 1984 P. C. de Ch. de Marivaux: Hra lásky a náhody, Lizeta, Realistické divadlo, režie Miroslav Krobot

## Filmové role, výběr
- 2012 Okresní přebor – Poslední zápas Pepika Hnátka ... Hnátková
- 2013 Hořící keř … Libuše Palachová
- 2014 Pojedeme k moři ... Babička
- 2015 Život je život
- 2017 Po strništi bos
- 2018 Chvilky
- 2020 Šarlatán
- 2020 Štěstí je krásná věc
- 2022 Slovo
- 2024 Výjimečný stav

## Televize
- 1969 Hádavá pohádka (TV pohádka) – role: Dorotka
- 1980 Oddělení zvláštní péče (TV inscenace) - role: Eva Koutná
- 2010 Okresní přebor ... Hnátková

## Rozhlas
- 1968 Moudrý zlatník, pohádka Boženy Němcové o zlatníku Radošovi a němé princezně Liběně. Hráli: Alfréd Strejček (zlatník), Růžena Merunková, Zdeněk Řehoř, Vladimír Hlavatý, Libuše Havelková, Karel Beníško, Karel Houska, František Kovářík, Jaroslava Pokorná, Světla Amortová, Jana Andresíková a Jaromír Spal, režie: Miloslav Disman.
- 1974 Mirko Stieber: Dva, role: Jana; režie: Jiří Horčička